# Bieńczyce (osada)
Bieńczyce – osada w Polsce położona w województwie zachodniopomorskim, w powiecie goleniowskim, w gminie Nowogard.
W latach 1975–1998 miejscowość administracyjnie należała do województwa szczecińskiego.

## Zabytki
- zespół dworski, (nr rej.: A-1054z 15.12.1980 i z 15.12.2012):
  - dwór, 1851
  - park, pocz. XIX